# Pilinszky János
Pilinszky János (Budapest, 1921. november 27. – Budapest, 1981. május 27.) a XX. század egyik legjelentősebb magyar költője, Baumgarten-, József Attila- és Kossuth-díjas.
A Nyugat irodalmi folyóirat negyedik, úgynevezett „újholdas” nemzedékének tagja Nemes Nagy Ágnessel, Örkény Istvánnal és Mándy Ivánnal együtt; a Nyugat, majd szellemi utódja, a Magyar Csillag megszűnése után az Újhold körül csoportosultak. E lapnak 1946–1948 között társszerkesztője is volt. Mindemellett munkatársa volt a Vigilia, az Élet, az Ezüstkor s az Új Ember lapnak is.
A későmodernség egyik legmarkánsabb életművét hozta létre. Lírai oeuvre-je alapvetően különbözik a magyar költészet vallomásos, közvetlen élménykifejező hagyományától. Öntörvényű, szigorúan zárt költői világot teremtett, melyben olyan témákat boncolgatott, mint a modern ember elidegenedése, végzetes magánya, megváltás utáni sóvárgása. Versei általában tömörek, lényegre törőek. Négy sorban úgy tud megfogalmazni egyetemes érvényű üzeneteket, mint rajta kívül senki más.
Már pályája elején olyan remekművekkel jelentkezett, mint az Apokrif, Harbach 1944, a Francia fogoly, a Ravensbrücki passió, vagy rövid epigrammái, mint a Négysoros, Mire megjössz, illetve a Harmadnapon.
Világszemléletére jellemző a Trapéz és korlát című versében megfogalmazott, mélyen pesszimista gondolat: „Ülünk az ég korlátain, mint elítélt fegyencek”.
Költészetén megfigyelhető az 1940-es évek közepén szerzett lágertapasztalatai, a keresztény egzisztencializmus, a tárgyias líra s katolikus hitének hatása. Ennek ellenére nem tartozik a szó hagyományos értelmében vett, alapvetően csak szakrális témákkal foglalkozó ún. papköltők közé. „Én költő vagyok és katolikus.” – vallotta. Költészete katolikusnak tekinthető olyan értelemben is, hogy kulcskérdései – a bűn, a szenvedés, a megváltás – egyúttal a dogmatika és az üdvtörténet problémái is.
A líra mellett az epika és a dráma műfajában is alkotott.
Tolcsvai Nagy Gábor nyelvész-művészettörténész Pilinszky életművének lényegét abban látja, hogy „Pilinszky János a 20. századi magyar líra történetében szinte egyedülálló módon kapcsolta össze egyik oldalról a személyiség önkeresését, önalkotását, ezzel együtt a személytelenítést, a másik oldalról pedig a teljességet, az egyetemest, a közvetlenül istenit”.
A Digitális Irodalmi Akadémia posztumusz tagja 1998-tól.

## Családja

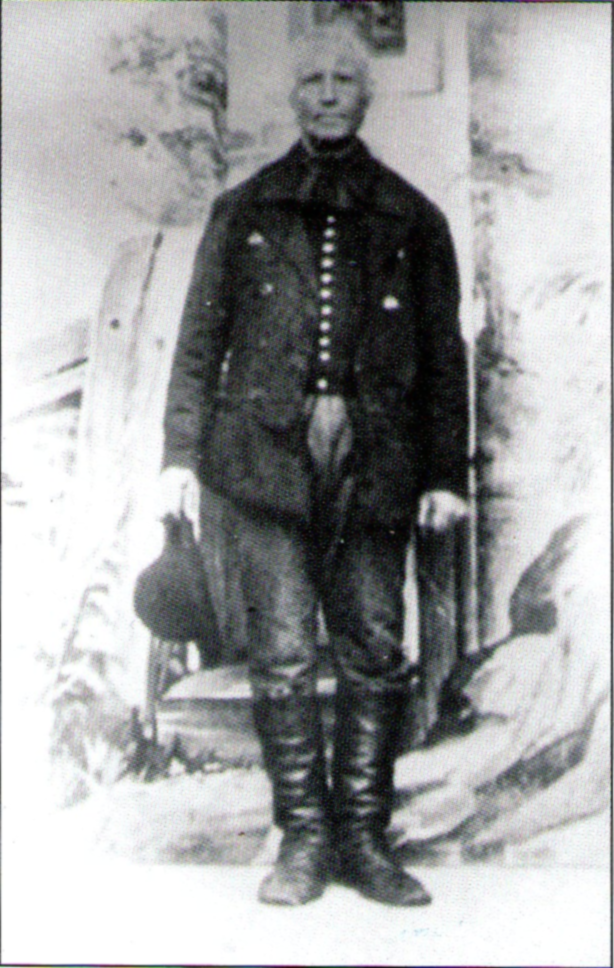
Egyik anyai ági felmenője

Pilinszky családfájában két ág a meghatározó. Édesanyja, Baitz Veronika ágáról Észak-Lotaringiából származó katolikus francia család, amely keletre haladva végül a Bánátban elnémetesedett; míg édesapja ágán a család legkorábbra visszavezethető őse egy Baján működő, szintén római katolikus, lengyel hentesember, Pilinszky János.
Johann Beitz, édesanyja ágának névadó őse 1670-ben született a mai németországi Gehlweiler városában, ahol a család három generációig tartózkodott. Felesége, Maria Barbara öt gyermeknek adott életet, ezek közül az első és a harmadik szüléskor kétpetéjű ikreknek. Az utóbbi terhességgel jött a világra Johann Adam Beitz, Pilinszky anyai ágának következő tagja. Elisabeth Margarethével köttetett házasságát szintén gazdag gyermekáldás jellemezte, akik közül 1731-ben született a költő szépapja, Johann Nikolaus Beitz. Az ikerterhesség két nemzedékkel később is megfigyelhető az ágon, felesége, Maria Angela Hasler összesen hat gyermeknek adott életet, ezek közül ketten voltak ikrek. 1768 és 1771 között, Mária Terézia uralkodása alatt élte csúcspontját a német területekről, többek között Lotaringiából való betelepítés, ezen időszak utolsó évében Johann Nikolaus Beitz és családja is kivándorolt a Bánátba. A költő ükapja, Johann Nikolaus Baitz már itt, Kisbánáton született (ma Comloşu Mare, Románia), s ettől kezdve ezt az alakváltozatot használta a család. Ugyan dédapjáról nem maradtak fenn dokumentumok, de anyai nagyapja, a már magyarul beszélő Baitz János még mindig Kiskomlóson működött mint kádármester. A nagyapa az 1848–49-es forradalom és szabadságharcot követő időszakban az Országos 1848-as Párt híveként élte meg a korszak változásait. A szintén francia eredetű, Martin család lányát vette feleségül, a frigyből hat gyermek született, köztük a költő édesanyja, Veronika. Két fivére korán meghalt, így csupán a négy németajkú nővér, Borbála („Bébi”), Erzsébet („Tete”), Mária és ő („Vera”) maradtak. Az utóbbi három egy csere keretein belül, Szegeden tanulta meg a magyar nyelvet, Borbála ötévesen leesett a padlás lépcsőjéről, így szellemi visszamaradottsága miatt beszédbeli problémákkal küszködött, aminek ténye azonban vitatott. Szüleik korai halála után hagyták el Kiskomlóst, s Budapestre költöztek.
Az első világháborúban anyja, Baitz Veronika önkéntes ápolónőként dolgozott, ekkor ismerkedett meg idősebb Pilinszky Jánossal. Édesapja családját a névadó lengyel dédapáig, Pilinszky Jánosig lehet visszavezetni, aki Baján dolgozott mint hentes. Guzmics Évával kötött házasságából négy fiúgyermek maradt meg: József, Ferenc, Gusztáv s a katonatiszti főiskolát végzett Zsigmond. Utóbbi a régi magyar nemesi származású Thury család Ilona nevű leányát vette el, s az esküvőt követően költözött a család Budapestre. 1883. május 5-én született meg legidősebb fiuk, a költő nagybátyja, Pilinszky Zsigmond. Szakmai pályáját kezdetben harangöntőként kezdte (édesanyja családja, a szlovák származású Pozdechek haranggyárosok voltak), mígnem 1908-ban színpadi pályára lépett. Kezdetben a miskolci társulatnál játszott, majd egy évvel az első világégés kirobbanása előtt a budapesti Magyar Állami Operaház szerződtette mint Wagner-énekest. Ezt a vonalat meglovagolva indult el nemzetközi pályája, a húszas évektől kezdve énekelt a tengerentúlon, a harmincas évekre már a világ legnagyobb Wagner-tenoristájaként tartották számon. Vele készült a világ első Wagner-operafelvétele, a Columbia Hanglemeztársaság gondozásában, a Tannhäuser. Pilinszky kiváltképp kedvelte éneklését, hanglemezeit gyakorta hallgatta. Edvi Illés Erzsébettel kötött házassága rövidnek bizonyult, a folyton változó munkahelyei miatt a férj állandó háztartást nem tudott fönntartani. Pilinszky másik nagybátyja, Géza szintén a zene világában tevékenykedett, a Zeneakadémia elvégzését követően az Operaházban hegedült, ahol bátyja, Zsigmond tenorista volt. Hangszeres képesítése mellett énekes és zeneszerző is volt, pár zenekari mű is fűződik a nevéhez. A húszas évek számára is meghozták a külföldi karrier lehetőségét, Németország több városában énekelt, majd brácsaművészként helyezkedett el, 1937-től a berlini Metropol Theater foglalkoztatta. A második világháborút követő 50-es években végül ének- és zenepedagógusként dolgozott. Testvére János, a költő édesapja velük ellentétben mérnöknek tanult, mégis később jogot hallgatott, amiből doktorátust is szerzett. Apja hivatásos katonatiszti elveinek megfelelően harcolt az első világháborúban, ami alatt sebesüléseiből gyógyulva ismerkedett meg a háború alatt önkéntes ápolónőként dolgozó Baitz Veronikával. A háború után a postaszolgálatnál talált állást, ahol is a postafőfelügyelőség munkatársa lett, feleségével a Belvárosban találtak otthonra, a Gróf Károlyi (ma Ferenczy István) utca 5. szám alatti bérházban. Ide született 1919-ben a költő nővére, Veronika, s két évvel később, 1921. november 25-én a költő, Pilinszky János.

### Gyermekkora, tanulmányai

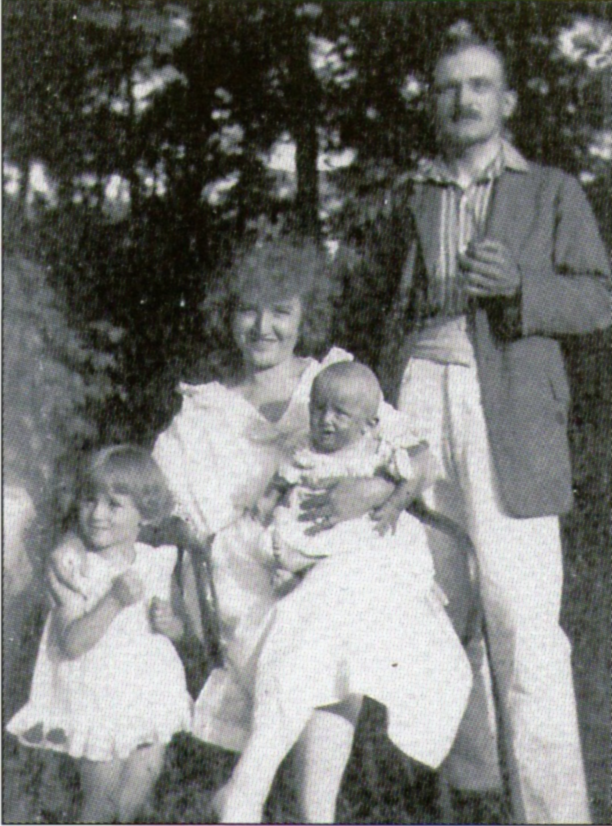
Testvérével, édesanyjával és édesapjával

Idősebb Pilinszky János katonagyereke volt, akit ő szigorú, kemény elvek mentén nevelt. Gyakran kapott verést, olykor nővére helyett is állta a pofonokat, mivel apja eszményei közé nem fért a nők bántalmazása. Mindezek következtében apja iránt félelemmel vegyes tisztelettel emlékezett vissza. Nővére, Veronika (a családban Erikának nevezték) csak akkor volt hajlandó a szerény és visszahúzódó Pilinszkyvel játszani, ha megígérte, hogy az adott játékokban hagyja nyerni.
A Cukor utcai elemi iskolában (1927–1931) kezdte tanulmányait, ahol kitűnő tanulói magatartást tanúsított, majd a budapesti Piarista Gimnázium (1931–1939) B osztályában folytatta, ahol már főként csak a magyar óra érdekelte, s itt is kezdett el, 1935-től, tizennégy évesen verset írni. A piaristáknál töltött évei alatt öt osztályfőnöke is volt osztályuknak: Nagy Vince, Ferenczy Zoltán, Konszky Márton, Bátori József valamint Szita Imre személyében. Gimnáziumi évei alatt szerzett, későbbi életszemléletére is ható, hittani ismereteit Schütz Antal piarista szerzetes középiskolai tankönyvcsaládjából szerezte; az említett többkötetes könyv 1937-ben még megérte második kiadását, majd a fordulat éve után kiépült rendszer következtében egészen 1977-ig nem született hasonló volumenű magyar nyelvű könyv. Első osztályban rendre közepes tanuló volt, nem akart tanulni, pedig már ekkor jóval több ismerettel rendelkezett, mint társai, ezentúl már az Élet című folyóirat publikált költője volt. Második évében ismerkedett meg Dosztojevszkijjel az 1861-ben megjelent Megalázottak és megszomorítottak című regényét olvasván, amikor is először fordult figyelme az emberi szenvedés felé.
Tanulmányi eredménye sokáig akadályozta, hogy az osztály egészével kapcsolatot alakíthasson ki, mivel ott és akkor a jó tanuló kizárólag a hasonló eredményű jó tanulóval barátkozott, valamint nem is vett részt sem a cserkészetben (paramilitáris jellegűnek tartotta), sem a rendezvényeken.

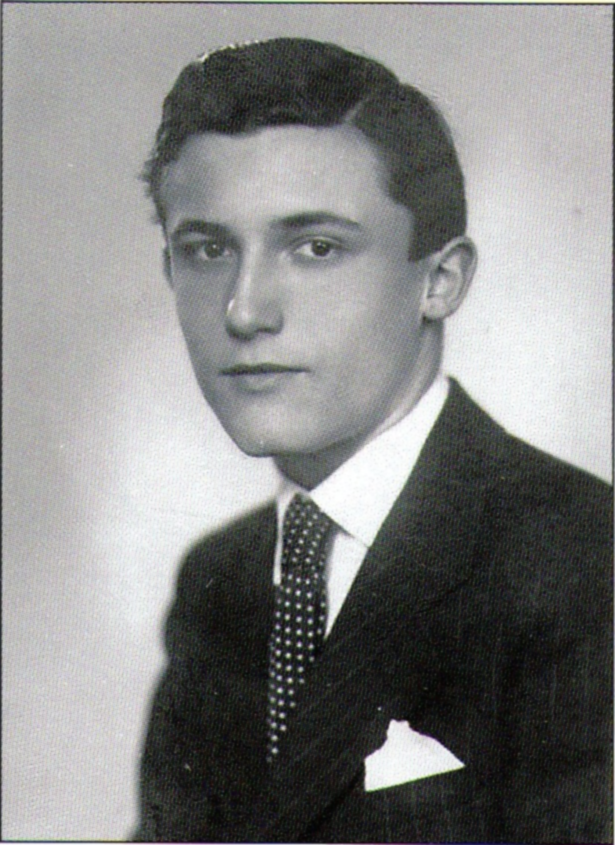
Érettségi képe

Később mégis kialakult az a szoros, öttagú baráti társaság, amely sokáig kísérte a költőt; ennek tagjai rajta kívül, Honffy Tivadar, Rékey Tibor, Takáts Vilmos s Rényi Oszkár voltak. Pilinszky ötödik-hatodik osztályos korukban, miután a német Thomas Mann személyében közös témára találtak, egyszerűen megszólította a nála jobb tanulmányi eredményű Rékeyt – akivel a későbbi csoportból Rényi már első gimnazista koruk óta jóban volt –, hogy lesznek-e barátok. Ehhez a hármashoz társult később Honffy (Foxi) és Takáts. Velük együtt járta a kocsmákat, vagy hajnali órákig filozofáltak egymás lakásán. Egyszer Rékey és Takáts elvitték a solymári barlangba, ahol – még Rényi számára is ismeretlenül – eltévedtek, minthogy a főbejárat helyett hátulról közelítették meg. Pilinszky ekkor felszólította az irodalomban szintén jártas osztálytársait, hogy szavaljanak verseket a nagy sötétben. Ott szembesült először azzal, hogy azok a szerzők, akiket korábban nagyra tartott, érvénytelennek hatnak az ilyen jellegű pillanatokban; később, katonaévei alatt élt át egy hasonló szűrőerejű hatást, amikor is csupán a Bibliát tartotta meg magánál, minden más haszontalannak bizonyult könyvét hátrahagyta. Osztályfőnökei közül Bátori József állt hozzájuk a legközelebb, aki azonban 1945 után az Amerikai Egyesült Államokba emigrált, ahol rendtársaival megalapította az első piarista rendházat a New York állambéli Derbyben, s Gerencséri Istvánnal létrehozta a Magyar Piarista Diákszövetséget. Iskolatársai visszaemlékezéseiben a fiatal Pilinszkynek ekkor, József Attila, Ady, Verlaine és Baudelaire szavalása mellett, Homérosz Iliasza volt a kedvenc alkotása, valamint Arany Jánost is nagyra becsülte.
Pilinszky és barátai a nyarakat a balatonkenesei Fürdő utca 2. szám alatti nyaralóban töltötte, amelyet egészen a háború végéig megőrzőtt a Pilinszky család. Mivel akkoriban főként ügyvédek, tanárok, köztisztviselők és mérnökök rendelkeztek nyaralóval a környéken, Pilinszky köre hamar kibővült hasonló hátterű fiatalokkal. A gondtalan fürdés, teniszezés, beszélgetések valamint az esték, amely ekkor Pilinszky saját verseit szavalta a gyerekcsapatnak, alkotta kenesei élmények olyan korai verseire hatottak, mint az Éjféli fürdés, a Kikötőben vagy a Te győzz le! címűek.

### Felnőttkora
A középiskola befejeztével a Pázmány Péter Tudományegyetemen, a jogon kezdte, majd a bölcsészkaron, magyar–olasz–művészettörténet szakon folytatta. Az egyetemet 1944-ben befejezte, de diplomát nem szerzett.

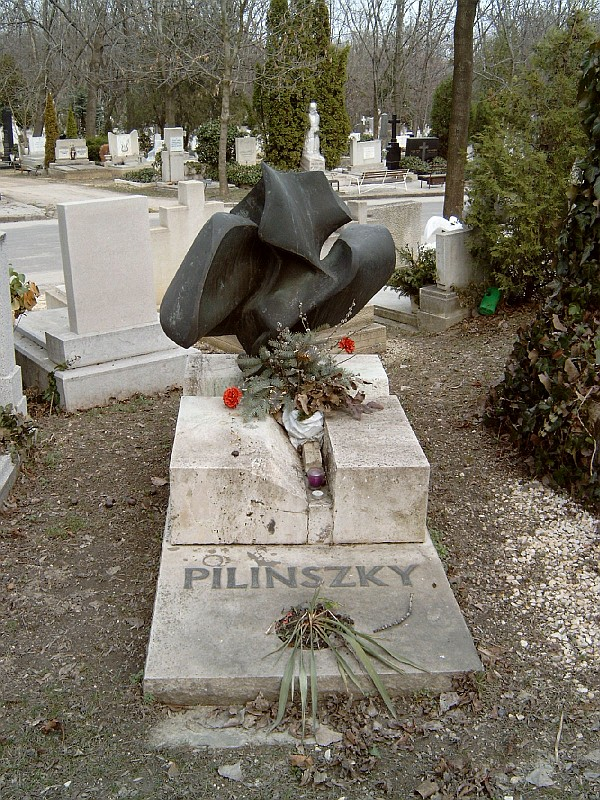
Sírja a Farkasréti temetőben (22-1-94), Rétfalvi Sándor alkotása

Első versei 1938–39-ben jelentek meg a Napkelet, az Élet és a Vigilia című lapokban. 1941–44-ben az Élet segédszerkesztője volt. 1944 novemberében behívták katonának. 1945 februárjában került a németországi Harbach faluba, ahol – itt és más lágerekben betegeskedve – megláthatta a koncentrációs táborok szörnyű világát, ami meghatározta egész életét és a költészetét. 1945 őszén térhetett vissza szülővárosába. 1946–1948-ban az Újhold társszerkesztője volt, de erős kötődések fűzték a Vigilia és a Válasz csoportosulásaihoz. Az utóbbi és a Magyarok közölte verseit. Első verseskötetét a Szent István Társulat adta ki 1946-ban, mellyel a következő évben Baumgarten-díjat kapott. 1947–48-ban római ösztöndíjjal több hónapot Olaszországban töltött. 1949-től nem publikálhatott. Ez idő alatt verses meséket írt, és egy ilyen típusú könyvvel (Aranymadár) térhetett vissza az irodalmi életbe. 1955. október 12-én feleségül vette Márkus Anna festőművészt, de néhány hónap múlva el is váltak. (Anna az 56-os forradalom után Párizsba emigrált, ahol újból férjhez ment, de Pilinszkyvel mindvégig jó barátságban maradtak.) 1956-ban rövid ideig a Magvető Könyvkiadó lektora. 1957-től az Új Ember katolikus hetilap belső munkatársa volt. Nagyrészt itt jelentek meg tárcái, vallásos és bölcseleti elmélkedései, művészeti kritikái.
Az 1960-as évek elejétől többször utazott Európába (Lengyelország, Svájc, Belgium, Újvidék, Bécs, London, Róma), főleg Párizsban töltött hosszabb időt, sőt még az USA-ba is eljutott. Nővérének 1975-ös öngyilkossága is hozzájárulhatott ahhoz, hogy nem írt több verset. A hetvenes évek végén ismerkedett meg Jutta Scherrer német vallástörténésszel. Szerelmük idejére esett utolsó költői korszaka. 1971-ben József Attila-díjjal, 1980-ban pedig Kossuth-díjjal tüntették ki. 1978-ban ismerkedett meg Párizsban Ingrid Ficheux gitárművésszel, akivel 1980. június 22-én házasságot kötött. Második szívinfarktusának következtében hunyt el 59 és fél éves korában. A halál váratlanul érte, tele volt tervekkel. Június 4-én hatalmas tömeg kísérte utolsó útjára a Farkasréti temetőben. Élete utolsó félévében Székesfehérvárott, a Kígyó utca 4. szám alatti házban élt, melynek falán 1990-ben domborművet avattak emlékére.
Czeizel Endre orvos-genetikus több tanulmányában is arra következtet, hogy a költő látens homoszexuális volt, amivel élete végéig sem tudott megbékélni, vallásos meggyőződése nem tette lehetővé számára, hogy megélje énjének ezt a részét.

## Pályakép
Első versei 1938–39-ben jelentek meg a Napkelet, az Élet és a Vigilia című lapokban. 1941–1944-ben az Élet segédszerkesztője volt. 1946–48-ban az Újhold társszerkesztője, de erős kötődések fűzték a Vigilia és a Válasz csoportosulásaihoz is. 1956-ban rövid ideig a Magvető Kiadó lektora. 1957-től haláláig az Új Ember katolikus hetilap belső munkatársa volt. Nagyrészt itt jelentek meg tárcái, vallásos és bölcseleti elmélkedései, művészeti kritikái. A diktatúra éveiben a Szépirodalmi Kiadó külső korrektoraként dolgozott, 1951-től 1956 júliusáig nem publikálhatott.
Első verseskötete 1946 májusában jelent meg Trapéz és korlát címmel a Szent István Társulat kiadásában. Második verseskötete, a Harmadnapon csak 1959 szeptemberében jelenhetett meg, az irodalmi nyilvánosságban a hatvanas évek végéig elvétve szerepelt, irodalompolitikai megítélése lassan enyhült. A hatvanas évek elejétől gyakran hívták külföldi szereplésekre, idegen nyelvű köteteinek fordítási előmunkálatai is ebben az időben kezdődtek meg.
1970-ben jelent meg gyűjteményes kötete, a Nagyvárosi ikonok s ettől kezdve a hazai irodalmi élet egyik legjelentősebb képviselőjeként kezdték számontartani. Külföldi szereplései is megszaporodtak, minden évben hosszabb-rövidebb időt töltött Párizsban. Új költői korszaka szintén erre az időszakra esik: 1972-ben jelent meg a Szálkák, 1974-ben (négy színdarabbal együtt) a Végkifejlet, majd 1976-ban az összegyűjtött és új verseit tartalmazó Kráter. 1976-tól nem írt több verset, egyre inkább a széppróza foglalkoztatta. 1977-ben adta közre Egy párbeszéd regénye alcímmel a Beszélgetések Sheryl Suttonnalt, és haláláig dolgozott az Önéletrajzaim munkacímet viselő regényén, amelynek csupán három nagyobb fejezete („novellája”) készült el.
Első kötetéért 1947-ben Baumgarten-díjat kapott. A következő elismerést, a József Attila-díj első fokozatát huszonhárom évvel később, 1971-ben kapta meg. 1974-ben megválasztották a Bajor Szépművészeti Akadémia levelező tagjának. 1980-ban költői életművéért Kossuth-díjjal tüntették ki. 1962 őszétől volt tagja a Magyar Írószövetségnek.

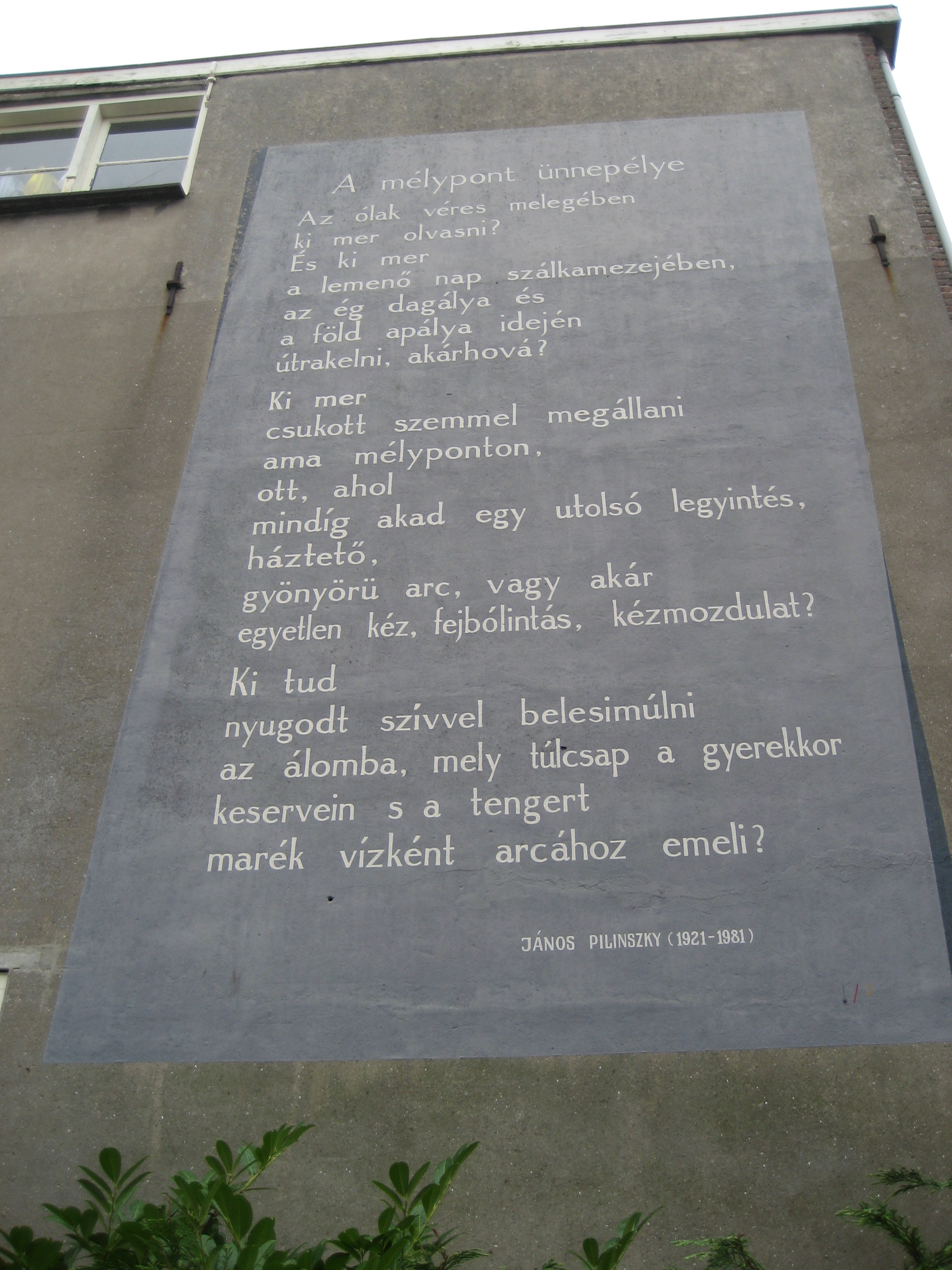
A hollandiai Leidenben lévő Pilinszky-emlékhely falára festett A mélypont ünnepélye című költemény

Legismertebb művei közé tartozik az Apokrif, a Harbach 1944, a Francia fogoly, a Ravensbrücki passió, a Négysoros, a Mire megjössz vagy a Harmadnapon. Lírájában a 20. század kegyetlen világát elemzi, leképezvén az ember magárahagyottságát, a létezés szenvedése elől való menekülés hiábavalóságát, valamint az élet stációit átható félelmet és rémületet.
A Francia fogoly a magyar költészetben népszerű s kissé lenézett műfajt, az életképet újítja meg. Valójában kettős dráma zajlik le a versben: az epikus módon elmesélt történet a fogolytáborból szökött francia rabról és a másik, a lírai én, az emlékező drámája, aki a látott élménytől, az emberi esendőség és kiszolgáltatottság látványától nem tud szabadulni. A Ravensbrücki passióban a cím egyszerre általánosít és konkretizál, s ily módon a rab kivégzés előtti utolsó pillanatának ábrázolása mindenfajta szenvedés magába sűrítője és jelképe. Pilinszky nem a halált jeleníti meg, azt az utolsó versszak hétköznapi sorai szinte csak mellékesen jegyzik meg. Ami a költőt foglalkoztatja, az a halállal való szembenézés pillanata, a végtelen magány, mely borzasztóbb és tragikusabb a fizikai megsemmisülés hirtelen bekövetkezténél.
A Harmadnapon című költeményben a passió és a megsemmisítő tábor képeinek, utalásainak egymásba játszása nem fejeződik be a tragikum kimondásával, hanem – Pilinszkynél ritka módon – a feltámadás reményét sugallja.
Az Apokrif a Pilinszky-világkép nagy, összefoglaló verse. A cím a nem kanonizált iratra utal, műfaját tekintve valójában apokalipszis, a végítélet személyes leírása. Az atomhalál képei keverednek a lágerversekből ismert motívumokkal, az individuum kozmikus magányának képeivel a kései József Attila hangját is idézve. A második rész szervező gondolata a tékozló fiú példázatára épül, egyszerre a hazatérés reményét és reménytelenségét sugallva. Ugyanitt bukkan föl az emberi kommunikáció lehetetlenségének problémaköre, a szó, a beszéd elégtelensége. A harmadik egység Isten és ember viszonyával foglalkozik talányosan. Egyszerre értelmezhetjük elidegenedett kapcsolatként, passzív viszonyként, s hangsúlyozhatjuk a sor elejére vetett állítmányt is, azaz a kapcsolat meglétét.
Esszéi és esszészerű prózakölteményei (Meditáció, Bársonycsomó) versesköteteiben jelentek meg.
1957-től kezdve új műfaj felé fordult: gyermekeknek írt verses meséket (Aranymadár, A Nap születése).
Drámái az 1974-es Végkifejlet című kötetében szerepeltek először, köztük egyfelvonásosak („Urbi et orbi” – a testi szenvedésről, Élőképek) és hosszabb színművek is fellelhetőek.

## Művészetfilozófiája

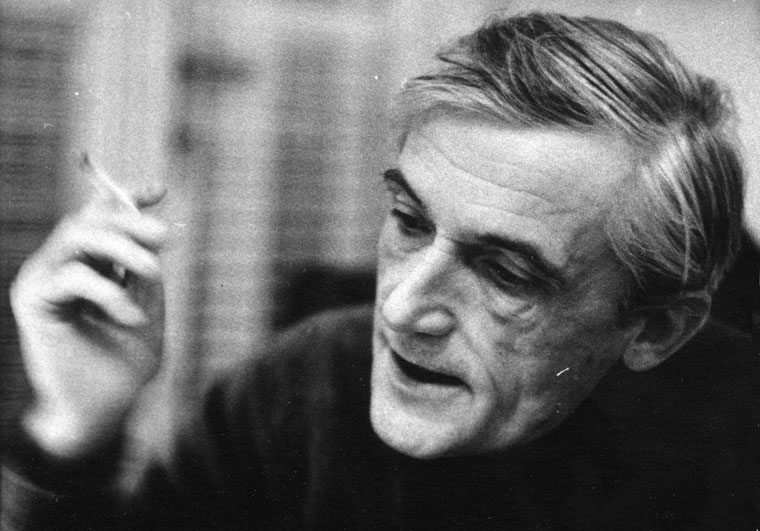
Eifert János felvétele

A művészet megközelítéséhez és magyarázatához egy saját rendszert alkotott, amelyet cikkeiben, interjúiban és műveiben nevezett meg („evangéliumi esztétika”), de összefoglalóan sosem értekezett róla, s egységes rendszert sem alkotnak. Vallásos metafizikája, amelyet a költő katolicizmusa inspirált, szülte esztétikája nem ún. „befogadás-esztétika”, így értelmezésének, elemzésének középpontjában nem az áll, hogy magát a műalkotást az ember hogyan fogadja be, miként teszi magáévá. Ebből kifolyólag mind a művészeti alkotást létrehozó személy kiléte, milyensége, mind az ő céljai az adott alkotással kívül esnek ennek az esztétikának a vizsgált területén. Tehát az evangéliumi esztétika nem más, mint magának a művészetnek a metafizikája, melynek fő elemei a szeretet, a gyermeki szemlélődés, a személytelenség, a művész médiumként való felfogása és az alázat.
„Tűnődés az evangéliumi esztétikáról” című filmkritikájában fogalmazta meg először a rendszer alapjait, amikor is még egy „íratlan keresztény esztétikáról” beszélt. Ebben kifejtette, hogy ez a vonás számos európai műben jelen volt, de egységesen soha senki se foglalta össze a tételeit. Véleménye szerint az evangéliumi esztétikának megfelelőek mindazok az alkotók, akik Jézus Krisztushoz kötődnek, tehát a krisztusi szeretetet valósítják meg. Az ‘evangéliumi’ szó használata nem egy krédóban foglalt hittételekre vonatkozik, hanem a szó bibliai értelmében használta. Ugyanebben a cikkben fogalmazta meg azon gondolatát is, hogy lévén minden egyes emberi lény kimeríthetetlen, s definiálhatatlan forrás, így a Jézushoz kapcsolódó esztétika határait, szabályait sem lehet konkrétan meghatározni. A mű további részeiben továbbá pontosította, hogy mit is ért a Krisztushoz kapcsolódáson. Esztétikájában szempontjai közül az legfontosabb, ahogy Jézus Krisztus szerette az emberiséget. Így a szeretet nem érzelem vagy a pillanat szülte ráhangolódás, hanem az arra való képesség, hogy egy embertársunkat a nehéz helyzeteiben megsegítsük; értelmezésében tehát egy művész akkor evangéliumi, ha követi Krisztust azon küldetésében, miszerint „…az Emberfia azért jött, hogy megmentse, ami elveszett…” (Máté 18,11). Ebből fakadólag minden egyéb aspektust elutasít, tehát az evangéliumi esztétika képes a klasszikus értelembe vett „szépérték” legtöbb formáját is elveszteni a fent nevezett cél érdekében. Mindemellett elutasítja az alkotó és az alkotás közötti falat, miszerint a mesternek kívülről kell szemlélődnie. Az evangéliumi művész kapcsolata a művel közvetlenül a műben megy végbe, tehát nem a klasszikus távolságtartást hangoztatja, hanem azt a szemléletet, hogy a mű első percétől fogva segítse, szolgálja az alkotást létrehozója. Ehhez kapcsolódik azon tételszerű megállapítása, miszerint a művész médium, s azok a legjobb művészek, akik a mű ajándékát alázatuk révén a legtökéletesebben képesek átadni. Éppen ezért Pilinszky akképp vélekedik, hogy mindenkoron vigyáznia kell a művésznek, hisz egyfolytában ki van téve a kísértésnek, hogy ne a krisztusi szeretet vonalán haladjon tovább, hanem hogy a saját szempontjainak megfelelve alakítsa a művét. A második világháborút átélő, a megsemmisítő táborok és a hadifogolyság borzalmait látott költő ezen írásában úgy látta, hogy a szeretetnek kell a művészet témájává, alanyává válnia, minthogy a klasszikus értelembe vett „szép” akkorra halott volt.
1970-ben „A »teremtő képzelet« sorsa korunkban'” címmel tartott előadást Párizsban a költői képzeletről rendezett nemzetközi konferencián, amelynek leirata a „Nagyvárosi ikonok” kötetét követően minden kötetében helyet kapott. Charles Baudelaire és T. S. Eliot csapásán elindulva különbséget tételezett fel a fantázia és a képzelet között. Előadásában arról szólt, hogy a művészet maga, Isten és az ember közötti kapcsolat egy lehetséges megtestesülése, s egyúttal megfogalmazta korának művészetkritikáját – akik szerinte csupán tükörszerűen utánozták a világot, de semmi újat nem voltak képesek teremteni – mert a világban már meglévő dolgokra fókuszáltak. Pilinszky arról vall ebben a művében, hogy pusztán az ember nem képes ennek a helyzetnek a megjavítására, csupán az isteni kegyelem által.
Három évvel később, 1973-ban használta újra az ‘evangéliumi esztétika’ kifejezést a „Válasz” című cikkében, amely szintén a katolikus Új Ember periodikában jelent meg. Számos kérdés érte, hogy mit is ért a kifejezésen, tehát mindezen kérdésekre válaszolandó írta meg a „Válasz”-t. Első részében ismét a szépségideál szükséges változásáról írt, miszerint a klasszikus, antik, görög-római szépséggel szemben, mely kiváltképp a harmóniára épült, az Istennel való egységnek kell az alapponttá lennie. A második részben az avantgárd irányzatokkal rokon véleményt fogalmazott meg, azaz a puszta formák követését a művészeknek maguk mögött kellene hagyniuk.
Az 1977-ben megjelent képzelt párbeszéde „Beszélgetések Sheryl Suttonnal” huszadik fejezetében nyúlt ismét esztétikai kérdésekhez, s megerősítette korábbi elgondolásait. A mű címében is szereplő művésznővel a költő korábban valóban találkozott, s saját evangéliumi esztétikájának megvalósítóját vélte benne felfedezni. Utoljára 1977-ben bukkan fel a kifejezés, négy évvel a költő halála előtt, Kipke Tamással folytatott interjújában („Csönd és szemlélődés”). Pilinszky korábbi tételeit azzal egészítette itt ki, hogy ennek az esztétikának az eszköztelenség valamint a formai szegénység elvei mentén kell haladnia. Mindez azonban nem a lecsupaszított szövegek alkotását támogatandó elv, hanem annak a kifejezése, hogy a mű formája csupán másodlagos tartalommal bírhat.
Az esztétikán túl a költői műalkotások születését is górcső alá vette. Értelmezésében a költői munka egyszerre passzív és messzemenően aktív. Az aktív figyelem és várakozás semmittevését egy pillanat alatt töri meg az ihlet, amely után a koncentrálás maximuma jellemzi az alkotót. Ebből kifolyólag vélekedése szerint az igazi gondolkodás, az a semmire koncentrálás. Mindezt arra alapozta, hogy ameddig a gondolkodó ember egyszerűen tudatában van annak, amin gondolkodik, addig mindvégig már korábban megismert dolgok töltik ki a gondolatmenetét, tehát a problémát addig kell szűkíteni, ameddig az ember már nem gondolkozik és a probléma közepébe érve a semmire koncentrál. Ez a semmire fókuszálás szüli meg véleménye szerint azt a feleletet, amelyet az ember az egyszerű részletekből képtelen lenne egyébként összerakni.

### Róla írták
„Csodálatos, hogy Pilinszky mennyire lelki költő tudott lenni és az is maradni. Őt nem érdekelte a verstan, a metrika, csupa szárnyalás volt. Az anyagi dolgok azért mégis, őrá is hatottak, de az csupa átsuhanó mozzanat. Valahogy őnála a legdurvább, legfoghatóbb anyag is légiessé, könnyeddé válik.” (Weöres Sándor)
Jóbarátja, Németh László úgy értékelte Pilinszky líráját, hogy az „a reménytelenül kemény vonalak közt egy finom, beszorult idegrendszer vibrálása”.
„Élő klasszikus volt már életében, tudniillik már életében elért arra a fokra, hogy a saját végtelenül egyéni, végtelenül szubjektív látásmódját tipikussá, objektívvá tudta eszményíteni. Azt hiszem, ez a klasszikusok fő ismérve. Tulajdonképpen az Apokrif elég lett volna, hogy klasszikusnak tartsuk már, de szerencsére több is volt." (Kocsis Zoltán)
„Ritkán ismertem ennyire önzetlen embert, mint amilyen ő volt, ennyire toleráns embert, mint amilyen ő volt. Ritkán ismertem ilyen áradóan örömteli, jó humorú embert, az ő társaságában nevettem, azt hiszem, a legtöbbet. Azt hiszem, hogy megadatott neki a legtöbb, amit egy kis nép nyelvén író költő megkaphat, és ez a sors vagy Isten kegyelme őfelé, hogy kora egyik legnagyobb angolul író költője fordította őt. Egy jó pár versét fordította le Ted Hughes. Ennél többet ő nem kaphatott, ugyanis kitágult a költészete, szóval megnyílt a világ felé.” Aczél György eztán útlevelet adott Pilinszkynek, ennek köszönhetően együtt utazgathatott a világ legjelentősebb kortárs költőivel, mert hiszen közéjük tartozott. Bekerült a nemzetközi körforgásba. (Törőcsik Mari, akit rendkívül sokrétű kapcsolat fűzött Pilinszky Jánoshoz: a lánya keresztapjának kérte föl, 2006-ban ő beszélte rá, hogy költözzön le Velemre, verslemezt készített a költeményeiből, ráadásul Törőcsik Mari a végakaratában nyomatékosan leszögezte, hogy azt szeretné, ha Pilinszky-verssel búcsúztatnák. De Pilinszkynek is fontos volt Törőcsik Mari. Eleinte udvarolni próbált neki. Ezzel ugyan kudarcot vallott, ám nem sértődött meg: verset is ajánlott a színésznőnek.)
„Hallottam őt élőben saját verseit mondani. Tökéletesen mondta. Ízében érezte, gondolataival befészkelt verseivel a hallgató lelkébe. Gyönyörű anyaverseket írt! Mélységében fogalmazta meg az édesanyjához fűződő kapcsolatát." (Venczel Vera, akivel Pilinszky évtizedeken átívelő baráti kapcsolatot tartott fenn)
„Pilinszky János: ez a csillagkép maga volt a bűvölet” (Tandori Dezső, Jelenkor, 2002/10.)
„Gyönge testalkata, meg-megújuló tüdőirritációi, no meg egyetemista mivolta miatt fölmentették a katonai szolgálat alól, fölmentették 1944-ig. Akkor, a háború végső stádiumában, mégis behívták és légoltalmi tüzérnek osztották be. Elképzelni őt aszketikus vékonyságával, amint ölében viszi a súlyos légelhárító-lövedéket az ágyúhoz, éjszakai légitámadáskor: már önmagában is meghökkentő kép; volt is jó néhány hátborzongató anekdotája tüzéri működéséről. De ami következett, rosszabb volt; őt is, mint a magyar hadsereg egy jó részét, alakulatával együtt kivitték Németországba. Ott, a német összeomlás lázálomszerű díszletei közt, ott találkozott a költő a haláltáborokkal, s ez a találkozás fundamentumként épült bele költészetébe.” (Nemes Nagy Ágnes, Jelenkor, 1988/12.)
„Hugh Macpherson a Poetry Review-ban így ír: »Magyarország irracionálisan nagy arányban produkált nem csupán jó, de igazán kitűnő költőket – Radnótit, Weöres Sándort és talán mindenekfölött Pilinszkyt.«” (Gömöri György), Jelenkor, 2004/11.)
„Pilinszky azok közé a költők közé tartozik, akiknél élet és mű között nagyszerű összhang van. Épp ezért nemcsak a művei fontosak számunkra, hanem minden, ami a világhoz való viszonyulásáról tanúskodik.” (Jerzy Snopek, Jelenkor, 1988/4.)
„A versekben egyszerűen a halál, az élet eloszlásának nyugalmáról van szó, ami nem mond ellent a megváltás-hitnek, sőt annak legkülönösebb, és legnehezebben elfogadható ismerete rejtőzik benne: minden jól van, ami van.” (Schein Gábor, Jelenkor, 1996/4.)
„1958-ban jelent meg a Harmadnapon című kötet, akkor én másodéves bölcsész voltam. Azt mondhatnám, hogy ez a vékony kötet teljességgel elnémított, bár egy kívülálló számára ez teljesen értelmetlen, hiszen még egyetlen sorom sem jelent meg. Önmagamhoz képest némított el ez a kötet, elolvasása után másképp gondoltam a versekre, az életre, az előttem álló jövőre. Az írás lehetősége megváltoztatta körülményeimet, átformálta a szüleimhez fűződő szoros kötődést, befolyásolt abban, ahogyan az elszakadni vágyás késztetésére házasságot kötöttem. Saját kezembe vettem a sorsom irányítását, már amennyire ezt az akkori időben nagyobb megalkuvások nélkül meg lehetett tenni. Másrészt a versírás valóságos mámora fogott el. Nem voltak nagyratörő, túlzott reményeim a lehetőségeimmel kapcsolatosan, de annál megvesztegethetetlenebbé váltam a magam megfogalmazásaival szemben. Nem hittem többé, Pilinszkyt olvasva, hogy helytelen a világos látásra való törekvés, azaz nem akartam többé elkendőzni, megszépíteni érzéseimet, a többiekről és a magamról alkotott képet.” (Takács Zsuzsa, Jelenkor, 2004/1.)
"azt amikor pilinszky jános újvidéken / a tyirpanov (fogalmam sincs ki volt) munkásegyetemen / odajött hozzám és megköszönte hogy míg egészen közel / a mennyezethez az apokrifet mondta / (ahogyan csak babits mondta) / kapaszkodhatott a szakállamba" (Tolnai Ottó, Jelenkor, 1994/9.)
„Pilinszky azt szokta mondani magáról, hogy költészetének szókincse azért roppant szűk, mert egy dadogó nagynénitől tanult meg beszélni. Ez persze legenda. Sokkal valószínűbb, hogy a gyermek Pilinszky tanította-tanítgatta beszélni a beszédhibás rokont. Pilinszky nyelve, szókincse nagyon is változatos, nyelvi eszközökben, képekben gazdag.” (Tüskés Tibor, Jelenkor, 2002/5.)
„A Magyar Akadémián vendégeskedő társaság nagyon különféle emberekből állt. Pilinszky János, Nemes Nagy Ágnes, Lengyel Balázs, Takáts Gyula, Ferenczy Béni, Weöres Sándor, Fülep Lajos, Lukács György, Kerényi Károly, a pályakezdő Klaniczay Tibor – ennek a társaságnak a sorsa a későbbiekben nagyon eltérő lesz: emigráció, szolid tudóskarrier, mellőzöttség és elhallgatás, börtönévek, meredeken emelkedő politikai pálya, majd félreállítás, hosszabb-rövidebb időre. Akkor közös volt bennük, hogy eltöltötte őket a háború utáni szabadság, az újrakezdés euforikus érzése. Az Itáliában, illetve Rómában látható műemlék- és műkincstömeg egyébként nem mindenkit érdekelt. Pilinszky János elsősorban a presszókat és a kávéházakat kereste fel” (Havasréti József, Jelenkor, 2004/3.)
„Gondoljanak arra a mozdulatlan elkötelezettségre, ami sugárzik költészetéből. Nem tudom, mennyire ismerik ezt az irodalmat, mennyire nem. Pilinszkyé igenis a keresztény misztikusok, a szemlélődők magatartása”(Keresztury Dezső, Jelenkor, 1981/5.)
„Ritka intenzív személyessége tette az irodalmi élet mitikus alakjává, miután a keresztény hagyomány nyelvén kívánta megfogalmazni azt az egzisztenciális drámát, amely a modern ember kiszolgáltatottság-élményéből fakad” (Wernitzer Julianna, Jelenkor, 2003/10.)
„Pilinszkyt a személyi kultusz éppen abban az időben törölte, és éppen világszemléletére, katolicizmusára hivatkozva, a magyar költők sorából – és nem is kis időre, hanem csaknem egy teljes évtizedre –, amikor századunk általános emberi botrányával és annak létezést kikezdő következményeivel szembenézett.” (Lengyel Balázs, Jelenkor, 1981/5.)
„A magyar irodalom leggrandiózusabb költői megmentés-kísérlete (…) Pilinszky Jánosé. Pilinszkynél szinte teljességgel öniróniától mentes a költői áldozathozatal”. (Szűcs Teri, Jelenkor, 2010/12.)
„Benne a vers valami önkívületfélében, lázas biológiai-fiziológiai állapotban indul és folytatódik. Írás közben dől el, hogy különféle vonzásoknak, kényszereknek, akár technikai helyzeteknek engedve, mivé alakul.” (Lator László, Jelenkor, 2016/5.)
„Bizonyos, hogy századunk emberét és világtörténetét nem érthetjük meg jól, annak a szemléleti átmenetnek, válságnak az ismerete nélkül, amit Pilinszky költészete magasrendűen tükröz” (Futaky Hajna, Jelenkor, 1974/10.)
„Pilinszky pesszimisztikus leírásait mindig ennek az üdvösségkeresésnek a kudarca táplálja, hangsúlyozom: kudarca, nem pedig képtelensége.” (Bodnár György, Jelenkor, 1981/5.)
„Egyszerűség, egyértelműség, egyetemesség: ezek a valóság nevei, amelynek »jelenléte« a művésztől alázatot követel, hogy a mű megírhassa önmagát. A »világ halála« Pilinszky ars poeticájában nem lidérces katasztrófa látomása, hanem mellékkörülmény, hisz az, amit ő valóságnak nevez, erősebb a pusztulásnál. (Pályi András, Jelenkor, 1984/3.)
„A magány, a megkövült szorongás, a kozmikussá növelt hajléktalanság, egyszóval: a negatív univerzum költője.” (Béládi Miklós, Jelenkor, 1981/5.)
„Az Apokrif az ötvenes évek első felében keletkezett, és sokáig, évekig csak kéziratban keringett szűk körben. Néhány művész: Ferenczy Béni, Németh László, Weöres Sándor, Rónay György, Nemes Nagy Ágnes, Rába György, Kassák Lajos látta s értékelte benne az emberi egzisztencia 20. századi sorsának perzselő szuggesztivitással kifejezett látomását” (Domokos Mátyás, Jelenkor, 1981/4.)
„Van a lírának is hegyi levegője. Ez árad Pilinszky minden sorából. Nem hinném, hogy vitatható volna: a mai európai költészet magas hegyvonulatába tartozik.” (Rónay György, Jelenkor, 1964/2.)

## Művei

### Életében megjelent kötetei
- Trapéz és korlát. Versek; Ezüstkor, Budapest, 1946
- Aranymadár; ill. Márkus Anna; Magvető, Budapest, 1958
- Harmadnapon. Versek; Szépirodalmi, Budapest, 1959
- Rekviem; Magvető, Budapest, 1963
- Nagyvárosi ikonok. Összegyűjtött versek 1959–1970; Szépirodalmi, Budapest, 1970
- Szálkák; Szépirodalmi, Budapest, 1972
- A nap születése; ill. Bálint Endre; Móra, Budapest, 1974
- Végkifejlet. Versek és színművek; Szépirodalmi, Budapest, 1974
- Tér és kapcsolat; térplasztika Schaár Erzsébet, vers Pilinszky János; Magvető, Budapest, 1975
- Kráter. Összegyűjtött és új versek; Szépirodalmi, Budapest, 1976
- Beszélgetések Sheryl Suttonnal. Egy párbeszéd regénye; Szépirodalmi, Budapest, 1977
- Pilinszky János válogatott művei; Magvető–Szépirodalmi, Budapest, 1978 (30 év)

### Posztumusz közreadások
- Apokrif; vál. Domokos Mátyás; Békés Megyei Könyvtár, Békéscsaba, 1981
- Szög és olaj. Próza. Válogatott publicisztikai írások; Budapest, Vigilia, 1982
- Beszélgetések Pilinszky Jánossal; vál., szerk. Török Endre; Magvető, Budapest, 1983
- Pilinszky János legszebb versei. Bukarest, Albatrosz, 1983
- A mélypont ünnepélye. Próza. 1–2. köt. (Válogatott publicisztikai és szépprózai írások.) Budapest, Szépirodalmi Könyvkiadó, 1984
- Pilinszky János összegyűjtött versei. Budapest, Szépirodalmi Könyvkiadó, 1987
- Kalandozás a tükörben (az azonos című mese prózaváltozata); Budapest, Móra, 1988
- Széppróza. Budapest, Századvég, 1993
- Tanulmányok, esszék, cikkek. 1–2. köt. Budapest, Századvég, 1993
- Beszélgetések. Budapest, Századvég, 1994
- Naplók, töredékek. Budapest, Osiris, 1995
- A rózsafüzér titkairól. Budapest, Új Ember, 1996
- Publicisztikai írások. Budapest, Osiris, 1999
- Pilinszky János Márkus Annának. Kézirat. Budapest, Nap Kiadó, 2001
- Pilinszky János összes versei (e-könyv); Budapest, Magvető, 2015
- Csönd és közelség. Pilinszky János füveskönyve; vál., szerk., utószó, jegyz. Reisinger János; Lazi, Szeged, 2016
- Csokits János: Pilinszky Nyugaton. A költő 32 levelével; 2. jav., bőv. kiad.; Nap, Budapest, 2017 (Magyar esszék)
- Esszék, cikkek; vál., utószó, jegyz. Bende József; Magvető, Budapest, 2019
- Önéletrajzaim; szöveggond., utószó, jegyz. Bende József; Magvető, Budapest, 2021
- Simone Weil. Pilinszky János fordításai és cikkei; szerk., szöveggond., utószó, jegyz. Bende József; Vigilia, Bp., 2022
- Wiener Pálnak; függelék Kovács Péter, Gát János; Magvető, Budapest, 2022 (kézírásos versek, hasonmás kiadás)

## Fordításban megjelent művei
- Holland nyelven megjelent kötetek Dedinszky Erika fordításában[67]
- Janos Pilinszky, Rotterdam : Rotterdamse kunststichting, 1976
- Krater (gedichte), Vianen, Kwadraat, 1984
- Gesprekken met Sheryl Sutton : een tekstcollage, Amsterdam, 1985
- Čovjek je ovdje nedostatan za ljubav (Az ember itt kevés a szeretetre) Pilinszky János válogatott verseit horvátul Sokcsevits Dénes fordításában (2016)[68]
- Pilinszky poesie  CSEO via dell'ambra, 1983 olasz nyelven megjelent válogatott versek Antonio Molteni fordításában

## Filmforgatókönyve
Déryné hol van? (1975) Maár Gyula társszerzővel

## Jelentősége
A szakrális és a profán világ között kényes egyensúlyt teremtő lírája a magyar irodalom történetét olyan értékekkel gazdagította, amelyek a világirodalom legfigyelemreméltóbb teljesítményei között is helyet érdemelnek. Kulcsár Szabó Ernő, a jeles irodalomtörténész A magyar irodalom története 1945-1991 című munkájában rámutat arra, hogy az 1950-es évek sematikus irodalmában Pilinszky János költői termése kiemelkedő esztétikai-poétikai színvonala okán megőrizte a magyar irodalom és költészet kapcsolatát az európai művészeti és költői minőséggel és tendenciákkal. (Szintén Kulcsár-Szabó Ernő az, aki bár méltatja a Pilinszky János-i lírát, egyszersmind „folytathatatlannak” ítéli.)
A magyar költészetben újdonságot jelentett Pilinszky verseinek nyelvi egyszerűsége, illetőleg az ebből fakadó tömörsége; meg kívánta tisztítani a nyelvet a rárakódott asszociációktól, vissza szándékozott adni a szavak eredeti jelentését. Költeményei a nyelvi sűrítés és feszültségteremtés páratlan teljesítményei, a leghétköznapibb szavak is elementáris erővel hatnak az olvasókra, sőt mint sajátos nyelvi eszköz a szöveg fontos alkotóelemévé válik az elhallgatás, a mondatokat, gondolatokat rendre megtörő csend.
Lírája azért hat modernnek napjainkban is, mert nemcsak a feltétlen istenhit szólal meg benne, hanem a létbe vetettség fájdalma, abszurditása is.
Pilinszky első költői korszakát (Trapéz és a korlát) a kortárs nyugati szellemi áramlattal, az egzisztencializmussal rokonítható világkép és témaválasztás jellemzi. A magány rettenete szólalt meg ekkor írt költeményeiben.
A II. világháború után megjelent kötetek (Harmadnapon, Rekviem, Nagyvárosi ikonok) a koncentrációs táborról szerzett tapasztalatok újszerű megfogalmazásai. Legnagyobb költeményei: a Harbach, a Mire megjössz, a Négysoros, a Harmadnapon, valamint az Apokrif apokaliptikus látomások, melyekben a múlt nem múlik el, hanem továbbra is jelenként kísért.
Élete utolsó évtizedében alkotói válságba került. Ekkoriban írt versei nem érik el a korábbiak színvonalát. Naplószerűek. Töredékesek.

## Idézetek tőle
- „Költő vagyok és katolikus.”
- „Nem az fontos, hogy hányat ver a madár a szárnyaival, hanem, hogy íveljen.”
- „Az igazi szeretet igazi próbája mégis, hogy nem fél a másik ember szeretetétől, hogy elegendő benne a szelídség, a türelem és az alázat ahhoz, hogy elfogadja azt.”[73]
- „Egyetlen reményem, hogy semmit se várok, s így kaphatok valamit. Ami, ha kevés is, messze felülmúl engem.”[74]
- „…Csönd akartam lenni / és dobogás. Lépcső közé szorult világ, / senki és semmi. Hétvégi remény.”
- „Gyermekkorom és életem másik nagy és perdöntő emberi élménye anyám szegény nővére (Bébi) volt… Én az ő nyelvét beszélem, valójában az ő félig artikulált dadogása az én anyanyelvem, költészetem forrása.”
- „Minden tetőről látni a napot.”

## Magamhoz című költeménye (részletek)
"Bátran viseld magányodat,
én számon tartlak téged,
ne hagyd a sorsod csillagokra,
benned érjen a végzet.
( ...)
S egy éjjel, magad sem tudod,
mint égig érő ének,
feljönnek benned napjaid,
a halhatatlan évek:
az este nem lel senki rád,
az este sírva, késve
hiába járják pitvarod:
csak én látlak. Vagy én se."

## Elismerései
- Baumgarten-díj (1947)
- József Attila-díj (1971)
- Kossuth-díj (1980)
- Magyar Örökség díj (1997) (posztumusz

## Emlékezete

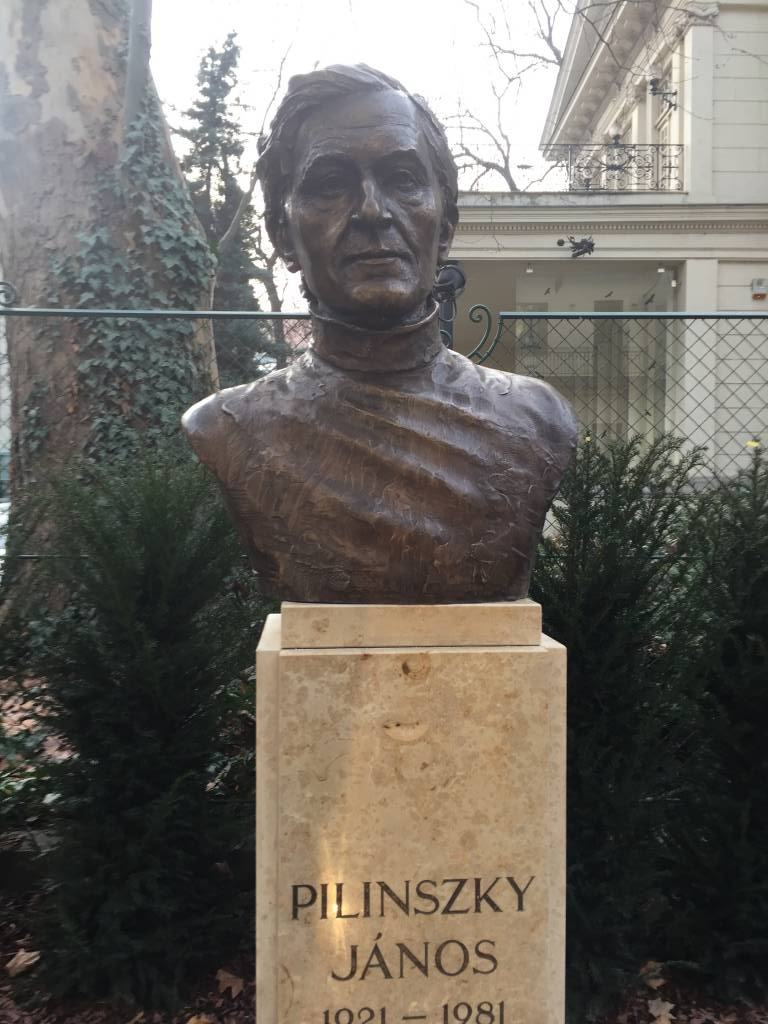
Pilinszky János mellszobra Budapesten (Benczúr utca 45.)

- Budapest V. kerületében utcát neveztek el róla: a korábbi Szivárvány köz mai neve Pilinszky János köz.[75]
- Debrecenben, Miskolcon, Győrött, Székesfehérváron, Tatabányán és Dunakeszin úgyszintén utca/tér viseli a nevét.
- Leidenben 2004-ben emlékhelyet alakított ki számára a Stichting Tegenbeeld Alapítvány: a Rijnsburgerweeg 144. számú ház falára festette A mélypont ünnepélye című versét magyar és holland nyelven. A holland fordítást Dedinszky Erika készítette.[76]
- Balatonkenesén az általános iskolát Pilinszky János Általános Iskolának hívják. Nyúl községben (Győr-Moson-Sopron megye) ugyancsak van egy Pilinszky János Általános Iskola.
- A budapesti Centrál Kávéház falán látható egy érdekes koncepciójú Pilinszky János-emléktábla. Ez a költőt úgy jeleníti meg, hogy a jobb kezében cigarettát tart, melynek füstje a Négysoros című versének szövegét adja ki.[77]
- A gondolataiba merült, fiatalos költőt ábrázoló dombormű került a Budapest VIII. kerületi Horánszky utca 27. falára (alkotója: M. Szűcs Ilona).
- Balatonfüreden a Balatoni Panteonban is elhelyeztek egy Pilinszky János-emléktáblát. (Borbás Tibor alkotása.) A fehér márványtáblán bronzplakett és felirat található: „Egy egész örökkévalóság őrzi mindannyiunk sorsát…”. Városunkban pihent és talált nyugalmat éveken keresztül PILINSZKY JÁNOS (1921–1981), a hazai humanista költészet kimagasló személyisége.

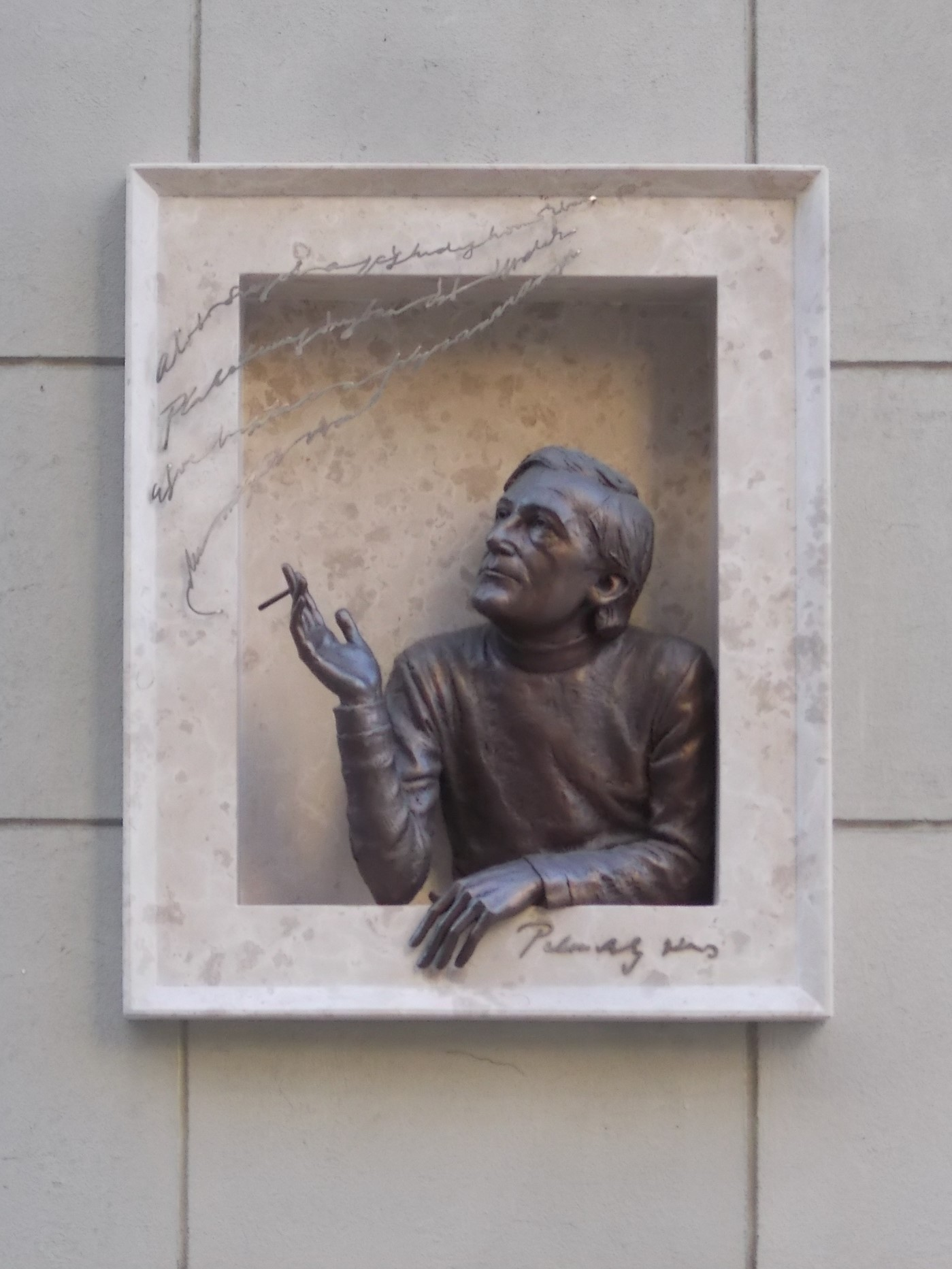
Pilinszky-emléktábla a budapesti Centrál Kávéház falán (Károlyi utca 9.)

- Pilinszky-emléktábla a budapesti Centrál Kávéház falán (Károlyi utca 9.)A Balatonkenesén található modernista Pilinszky János-emléktábla a költő egykori nyaralójának falát díszíti. Felirata egy versidézet: „Mint távoli nap vakít a szívem, árnyéka vagyunk valamennyien.”
- Gárdony-Agárdpusztán 2021-ben emléktáblát avattak Pilinszky tiszteletére Gárdonyi Géza szülőháza falán, az ott kialakított panteon új darabjaként.[78] Az emléktáblát Pintér Balázs szobrászművész készítette.
- 2021. augusztus 25-én a Tokaji Írótábor utolsó napján domborművet lepleztek le a Pilinszky János-i életmű megbecsüléseképpen. (A Pokorny Attila-megformálta dombormű az Irodalmi Emlékparkban kapott helyet.)[79]
- A Magyar Posta 2021-ben a száz éve született Pilinszky János emléke előtt egy emlékbélyeg kiadásával tisztelgett.[80]
- A Magyar Pénzverő Zrt. 2021-ben Pilinszky János ezüst-emlékérmét bocsátott ki.[81]
- A centenáriumi Pilinszky 100 programsorozat (2021) is a költő emlékének ébren tartását tűzte ki célul. (A programsorozat keretében számos ünnepi rendezvényt tartottak, így például Pilinszky-tablókiállítást állítottak össze, beszélgetéssorozatot szerveztek, melynek Pilinszky János volt a témája, Pilinszky irodalmi sétákat indítottak, hogy bemutassák az érdeklődőknek a költő életének legfontosabb helyszíneit.)[82]
- 2022 óta nevét őrzi az 562446 Pilinszky kisbolygó.[83]
- Utolsó lakhelyén, Székesfehérvár Víziváros városrészében tér viseli a nevét
- Utolsó lakhelyén, a székesfehérvári Kígyó utcában, annak a háznak a falán, melyben élt, emléktábla őrzi emlékét

## Származása
| Pilinszky János (Budapest, 1921. nov. 27.– Budapest, 1981. máj. 27.) költő | Apja: Pilinszky János (1888. jún. 6.– Budapest, 1937. aug. 6.) posta-főfelügyelő | Apai nagyapja: Pilinszky Zsigmond katonatiszt, tanár                | Apai nagyapai dédapja: Pilinszky János hentesmester                                |
| Pilinszky János (Budapest, 1921. nov. 27.– Budapest, 1981. máj. 27.) költő | Apja: Pilinszky János (1888. jún. 6.– Budapest, 1937. aug. 6.) posta-főfelügyelő | Apai nagyapja: Pilinszky Zsigmond katonatiszt, tanár                | Apai nagyapai dédanyja: Guzmics Éva                                                |
| Pilinszky János (Budapest, 1921. nov. 27.– Budapest, 1981. máj. 27.) költő | Apja: Pilinszky János (1888. jún. 6.– Budapest, 1937. aug. 6.) posta-főfelügyelő | Apai nagyanyja: Thury Ilona (1862 körül – Budapest, 1941. nov. 21.) | Apai nagyanyai dédapja: Thury János (1833 körül – Budapest, 1902. okt. 24.) gyáros |
| Pilinszky János (Budapest, 1921. nov. 27.– Budapest, 1981. máj. 27.) költő | Apja: Pilinszky János (1888. jún. 6.– Budapest, 1937. aug. 6.) posta-főfelügyelő | Apai nagyanyja: Thury Ilona (1862 körül – Budapest, 1941. nov. 21.) | Apai nagyanyai dédanyja: Pozdech Ilona                                             |
| Pilinszky János (Budapest, 1921. nov. 27.– Budapest, 1981. máj. 27.) költő | Anyja: Baitz Veronika (Kiskomlós, 1892. okt. 6.– Budapest, 1959. febr. 21.)      | Anyai nagyapja: Baitz János (? –1913) kádármester                   | Anyai nagyapai dédapja: Baitz Mihály                                               |
| Pilinszky János (Budapest, 1921. nov. 27.– Budapest, 1981. máj. 27.) költő | Anyja: Baitz Veronika (Kiskomlós, 1892. okt. 6.– Budapest, 1959. febr. 21.)      | Anyai nagyapja: Baitz János (? –1913) kádármester                   | Anyai nagyapai dédanyja: n.a.                                                      |
| Pilinszky János (Budapest, 1921. nov. 27.– Budapest, 1981. máj. 27.) költő | Anyja: Baitz Veronika (Kiskomlós, 1892. okt. 6.– Budapest, 1959. febr. 21.)      | Anyai nagyanyja: Martin Veronika (? –1918 előtt)                    | Anyai nagyanyai dédapja: n.a.                                                      |
| Pilinszky János (Budapest, 1921. nov. 27.– Budapest, 1981. máj. 27.) költő | Anyja: Baitz Veronika (Kiskomlós, 1892. okt. 6.– Budapest, 1959. febr. 21.)      | Anyai nagyanyja: Martin Veronika (? –1918 előtt)                    | Anyai nagyanyai dédanyja: n.a.                                                     |

### Filmek Pilinszkyről
- Lírai beszélgetés Pilinszky Jánossal, fekete-fehér portréfilm, 1978, 62 perc, szerkesztő: Ascher Gabriella, operatőr: Koltai Lajos, rendező: Maár Gyula, bemutató: Magyar Televízió, 1978. július 22. (a rendező és a költő által tervezett cím: Egyenes labirintus)
- Lírai riport Pilinszky Jánossal, fekete-fehér portréfilm, 1988, 45 perc a PORT.hu-n (magyarul), Maár Gyula filmjének rövidített változata
- Pilinszky János, színes és fekete-fehér dokumentumfilm, 2000, 14 perc a PORT.hu-n (magyarul), rendező: Székely Orsolya (Maár Gyula filmjének felhasználásával)
- Filmszerepe: Bódy Gábor: Psyché I–II–III., 1980 – Kazinczy Ferenc